# 6288 Fouts
6288 Fouts è un asteroide della fascia principale. Scoperto nel 1984, presenta un'orbita caratterizzata da un semiasse maggiore pari a 3,2088400 au e da un'eccentricità di 0,1634511, inclinata di 2,30574° rispetto all'eclittica.